# Adrana ludmillae
Adrana ludmillae is een tweekleppigensoort uit de familie van de Nuculanidae. De wetenschappelijke naam van de soort is voor het eerst geldig gepubliceerd in 1987 door Petuch.